# Arthur Pater
Arthur Jean Baptiste Pater ('s-Gravenbrakel, 7 februari 1883 - Charleroi, 9 mei 1932) was een Belgisch volksvertegenwoordiger.

## Levensloop
Journalist en letterkundige, werd Pater directeur van La Gazette de Charleroi.
Hij werd gemeenteraadslid van Charleroi en in 1929 werd hij verkozen tot liberaal volksvertegenwoordiger voor het arrondissement Charleroi. Hij vervulde dit mandaat tot in 1932.